# Бамберзький університет
Університет Отто і Фрідріха в Бамберзі (Німеччина) є одним з найстаріших і водночас одним із наймолодих університетів у Баварії. Основними напрямками навчання й досліджень університету є гуманітарні, культурологічні, соціальні та економічні науки, а також прикладна інформатика.

## Історія
Цей навчальний заклад був заснований 1647 року князем-єпископом Мельхіором Отто Войтом фон Зальцбургом під назвою «Academia Bambergensis». Бамберзька академія в наступні століття, особливо завдяки старанням князя-єпископа Фрідріха Карла фон Шенборна, набула статусу повного університету з теологічним, філософським, юридичним і медичним факультетами.
1803 року, в результаті секуляризації соборного капітулу, університет був закритий. Проте вивчення католицької теології залишалося, як і раніше, можливим, тож насправді університетська традиція в Бамберзі ніколи не переривалася.
1972 року відбулося об'єднання Вищої Філософсько-Теологічної школи, заснованої в 1923 році, яка продовжувала традиції старого університету, та Вищої Педагогічної школи (заснована в 1958 році під дахом Загальної Вищої школи Бамберга.
1979 року ця єдина в Баварії державна загальна вища школа була перейменована в університет. Імена Отто і Фрідріха в назві університету вказують на засновника Мельхіора Отто Войта фон Зальцбурга і великого покровителя науки і мистецтва Фрідріха Карла фон Шенборна.
Ректори і президенти від дня повторного заснування:
- проф. д-р, д-р Отмар Геґґельбахер і проф. д-р Елізабет Рот: 1972—1973 (подвійний ректорат)
- проф. д-р Елізабет Рот: 1973—1976
- проф. д-р Зігфрід Оппольцер: 1976—1992
- проф. д-р Альфред Е. Гірольд: 1992—2000
- проф. д-р, д-р Ґодегард Рупперт: з 2000 р.

## Факультети
Нині університет налічує п'ять факультетів та одне відділення, закінчення якого прирівнюється до закінчення спеціалізованого інституту:
- гуманітарні науки
- соціальні та економічні науки
- педагогіка та психологія
- економічна інформатика та прикладна інформатика

## Основні профільні напрямки
- ареальні дослідження мов, зокрема:
- сходознавство і славістика
- дослідження середньовіччя і прикладна охорона культурної спадщини
- поведінкові науки: соціологія, політологія, психологія
- економічні науки з особливим акцентом на економіку європейських країн
- прикладна інформатика

## Розташування
Корпуси університету є здебільшого історичними будівлями, які були переобладнані для потреб університету і які переважно розташовані в центрі старого міста. До них відносяться колишня школа єзуїтів (теологія), Будинок одружень (історичні науки), бойня (географія), а також будівля колишнього будівельного двору (комунікативні науки) і колишньої міської пожежної команди (сходознавство). Факультет мовознавства та літературознавства частково розташований у будівлях, що належали раніше гімназії імені кайзера Генріха.
Факультет соціальних та економічних наук і факультет «Економічна інформатика і прикладна інформатика», де навчається особливо багато студентів, знаходяться не в центрі міста, а на вулиці Фельдкірхенштрассе.
У північній частині Бамберга на так званому острові Регніц (раніше тут була фабрика Ерба) був відкритий третій університетський комплекс.